# Julien Grillon
Julien Grillon (Lorient, 22 januari 1986) is een Franse linkshandige golfprofessional. 

## Amateur
Al op 6-jarige leeftijd kwam Julie via zijn moeder in contact met de golfsport. Hij kreeg les van Michel Tapia en werd in het nationale jeugdteam opgenomen. Daarmee ging hij in 2001 naar Polen om deel te nemen aan het European Amateur Team Championship en werd hij in 2002 en 2003 uitgestuurd naar het Europees Kampioenschap.
In 2005 ging hij naar Stage 1 van de Tourschool op de Golf de Moliets . Hij scoorde in vier rondes -15 en werd 2de. Stage 2 was in Spanje, waar hij zich als enige amateur kwalificeerde voor de Finals, waardoor hij zich kwalificeerde voor de Europese Challenge Tour van 2006. Toch besloot hij nog amateur te blijven omdat hij in Zuid-Afrika wilde meedoen aan de Eisenhower Trophy, die door Nederland gewonnen werd. Grillon werd individueel 2de achter Wil Besseling.

### Teams
- European Amateur Team Championship: 2001 (boys)
- Porter Cup: 2006

## Professional
Grillon werd in 2007 professional. In 2008 won hij de Order of Merit van de Alps Tour, waardoor hij naar de  Europese Challenge Tour van 2009 promoveerde. Hij heeft sindsdien nog geen top-10 plaats behaald.

### Gewonnen
Alps Tour
- 2008: Uniqa Finance Life, Open Golf Padora, winnaar Order of Merit